# Municipio de Alma (Minnesota)
El municipio de Alma (en inglés: Alma Township) es un municipio ubicado en el condado de Marshall en el estado estadounidense de Minnesota. En el año 2010 tenía una población de 88 habitantes y una densidad poblacional de 0,93 personas por km².

## Geografía
El municipio de Alma se encuentra ubicado en las coordenadas 48°19′59″N 96°41′9″O / 48.33306, -96.68583. Según la Oficina del Censo de los Estados Unidos, el municipio tiene una superficie total de 94.22 km², de la cual 94,18 km² corresponden a tierra firme y (0,05 %) 0,04 km² es agua.

## Demografía
Según el censo de 2010, había 88 personas residiendo en el municipio de Alma. La densidad de población era de 0,93 hab./km². De los 88 habitantes, el municipio de Alma estaba compuesto por el 92,05 % blancos, el 5,68 % eran de otras razas y el 2,27 % eran de una mezcla de razas. Del total de la población el 5,68 % eran hispanos o latinos de cualquier raza.